# Ataxx

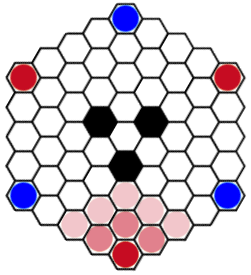
Startaufstellung bei Hexxagon mit Zugmöglichkeiten für einen roten Stein

Ataxx, auch bekannt als Infection, SlimeWars, Frog Cloning oder Dominate, ist ein Brettspiel für zwei Personen und gilt, vom Spielziel betrachtet, als eine Adaption von Othello und Reversi, hat aber vom Reglement und Strategie eher leichte Ähnlichkeiten mit Go.
Obwohl es nie als Brettspiel von einem namhaften Spieleverlag verlegt wurde, lässt es sich leicht mit einem Reversispiel darstellen. Meist wird Ataxx aber am Bildschirm gespielt, gegen computergenerierte Mitspieler.
Sehr populär geworden ist auch die Variante Hexxagon, die auf einem sechseckigen Spielbrett mit 5 Feldern Kantenlänge, aber mit gleichen Regeln gespielt wird. Als eigenständiges Brettspiel (zum Anfassen) gibt es Hexxagon ebenfalls nicht käuflich zu erwerben.

## Regeln

Beispielhalfe Animation der ersten 12 Züge (kein intelligentes Spiel)

Gespielt wird auf einem quadratischen Spielbrett mit 7 × 7 Feldern. Aber auch größere Brettgrößen (8 × 8) und sechseckige Felder wie bei Hexxagon sind gut spielbar. Spielt man auf einem echten Brett, werden zweifarbige Reversi-Steine verwendet.
Ziel des Spieles ist, mehr Spielfelder einzunehmen als der Gegenspieler.
Bei der klassischen Startaufstellung besitzen die beiden Spieler jeweils zwei sich gegenüberliegende Eckfelder. Alle anderen Felder sind noch unbesetzt. Davon abweichend gibt es die unterschiedlichsten Startaufstellungen. Oft werden diese mit geblockten, also nicht bespielbaren, Feldern kombiniert.
Jeder Zug beginnt immer von einem eigenen – frei wählbaren – Stein aus. Es gibt zwei Arten von Zügen. Zum einen kann man – ausgehend vom gewählten Stein – einen neuen Stein auf ein benachbartes leeres Feld setzen. Auch diagonal angrenzende Felder sind Nachbarfelder. Auf diese Weise kommen neue Steine auf das Spielbrett.
Zum anderen kann man mit dem Zugstein auf ein Nachbarfeld des Nachbarfeldes (gerade, diagonal oder im Rösseleck) springen. Jedes freie Feld auf dem Rand eines 5-×-5-Quadrats um das Ausgangsfeld ist ein mögliches Sprungziel. Das Ausgangsfeld geht dabei verloren, d. h., es ist nach dem Zug leer. Die absolute Anzahl aller Steine auf dem Spielbrett bleibt somit bei einem Sprung gleich.
In beiden Zugvarianten werden alle an das Zielfeld angrenzenden Felder des Gegners assimiliert, das heißt, sie werden zu eigenen Feldern. Auf einem echten Brett verwendet man meist zweiseitige (Reversi-)Steine, die dann gedreht werden. Für den ziehenden Spieler vergrößert sich durch das Assimilieren die Zahl seiner Felder zum Teil deutlich. Man kann bis zu acht Steine in einem Zug assimilieren.
Das Spiel endet, wenn ein Spieler keinen legalen Zug mehr machen kann, was spätestens bei einem vollen Brett der Fall ist. In einigen Varianten endet das Spiel immer mit einem vollen Brett, kann hier ein Spieler nicht mehr setzen, so muss er passen. Gewonnen hat aber immer der Spieler, der die meisten Felder besitzt. Haben beide gleich viele Steine auf dem Brett, ist das Spiel unentschieden.
Das Spiel ist sehr dynamisch. Da bei einem Zug mitunter bis zu 8 Steine gleichzeitig ihre Farbe wechseln, ändert sich das Kräfteverhältnis zwischen den Spielern am Anfang oft von Zug zu Zug. Hat zum Beispiel Spieler A 24 Felder und Spieler B 20 und letzterer ist am Zug, kann es vorkommen, dass am Ende des Zuges Spieler A nur noch 16 Felder besitzt und Spieler B 28. Insbesondere bei den Varianten mit Einschränkungen beim Sprungzug (nur gerade, nicht diagonal, kein Rösselsprung) muss man sehr stark darauf achten, dass noch genug freie Felder für die eigenen Steine erreichbar sind. Insofern gibt es hier eine Ähnlichkeit mit Go.

## Geschichte

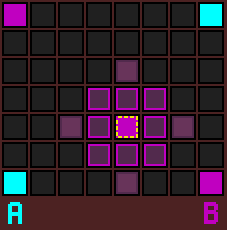
Dominate-Brett mit Zugmöglichkeiten

Ataxx ist ein 1990 erschienenes Arcade-Computerspiel der US-amerikanischen Leland Corporation. Es wurde 1988 von Dave Crummack und Craig Galley erdacht, sie nannten es zunächst Infection. Anfänglich wurde es für den Amiga, Commodore 64 und Atari ST programmiert. Die einfache Spielidee wurde von diversen Spielen unter unterschiedlichen Namen mit leicht geänderten Regeln bzw. Brettdesigns auf den verschiedensten Plattformen adaptiert.
Mit gleichen Regeln, jedoch mit sechseckigen Feldern, spielt sich das 1992 aufgekommene Computerspiel Hexxagon. Die Grundform besteht aus einem sechseckigen Spielbrett mit 61 Feldern. Ein zusätzlicher Reiz sind unterschiedlich große und oft auch verschieden geformte Spielbretter mit blockierten Feldern und veränderter Startaufstellung.
Anfang der 1990er löste eine kostenlose Computerspiel-Version, die sich über Disketten rasch verbreitete, einen heftigen Hexxagon-Boom aus. Die alte MS-DOS-Version ist auf modernen Computern nicht lauffähig, heute sind aber Online-Versionen und Adaptionen für Smartphone (z. B. Android) verfügbar.
Für Windows erschien 1993 Dominate, eine als Shareware vertriebene Variante des quadratischen Brettes. Gespielt wird auf einem Brett mit 8 × 8 Feldern. Der Sprungzug ist eingeschränkt (nur gerade, nicht diagonal, kein Rösselsprung). Das Spiel endet mit vollem Brett. Wie andere Varianten auch bietet Dominate veränderte Spielbretter an, die mit blockierten Feldern und veränderter Startaufstellung etwas Abwechslung bringen. Unter ähnlichen bis gänzlich anderen Namen sind über die Jahre viele Varianten herausgekommen.